# Vejer de la Frontera
Vejer de la Frontera – miasto w Hiszpanii, we wspólnocie autonomicznej Andaluzja. W 2007 liczyło 12 828 mieszkańców.
Główną atrakcją turystyczną są wąskie uliczki pomiędzy białymi domami w centrum miasta.